# Phúc Hà
Phúc Hà là một xã thuộc thành phố Thái Nguyên, tỉnh Thái Nguyên, Việt Nam.

## Địa lý
Xã Phúc Hà nằm ở phía tây bắc thành phố Thái Nguyên, có vị trí địa lý:
- Phía đông giáp phường Quan Triều
- Phía tây giáp huyện Đại Từ
- Phía nam giáp xã Phúc Xuân và xã Quyết Thắng
- Phía bắc giáp phường Tân Long và xã Sơn Cẩm.

Xã Phúc Hà có diện tích 6,71 km², dân số năm 1999 là 3.960 người, mật độ dân số đạt 590 người/km².
Xã Phúc Hà không thuận lợi về mặt giao thông đô thị do không có các tuyến đường dân sinh lớn đi qua, đường Phúc Hà nối khu vực phía bắc của xã với đường Dương Tự Minh thuộc phường Quan Triều. Ngoài ra, tuyến đường tránh thành phố Thái Nguyên, một phần của đường cao tốc Hà Nội - Thái Nguyên đi qua địa bàn song không có điểm đấu nối với các tuyến đường của xã. Tuyến đường sắt Quan Triều - Núi Hồng cũng đi qua địa bàn đông bắc của xã. Suối Phượng Hoàng chảy qua phía bắc xã và giáp với suối Mỏ Bạch ở phía nam, cả hai đều đổ nước trực tiếp ra sông Cầu. 

## Lịch sử
Địa bàn xã Phúc Hà hiện nay trước đây vốn thuộc huyện Đồng Hỷ.
Ngày 2 tháng 4 năm 1985, Hội đồng Bộ trưởng ban hành quyết định số 102-HĐBT sáp nhập xã Phúc Hà vào thành phố Thái Nguyên.
Đến năm 2019, xã Phúc Hà được chia thành 14 xóm: 1, 2, 3, 4, 5, 6, 7, 8, 10, 11, 12, 13, 14 (còn gọi là 14a), 15 (còn gọi là 14b).
Ngày 11 tháng 12 năm 2019, sáp nhập hai xóm 1 và 3 thành xóm Mỏ, sáp nhập hai xóm 4 và 5 thành xóm 1, sáp nhập hai xóm 6 và 7 thành xóm Um, đổi tên xóm 8 thành xóm Hà, sáp nhập hai xóm 10 và 11 thành xóm Hồng, sáp nhập bốn xóm 12, 13, 14, 15 thành xóm Nam Tiền.

## Hành chính
Xã Phúc Hà được chia thành 7 xóm: 1, 2, Hà, Hồng, Mỏ, Nam Tiền, Um.

## Kinh tế - xã hội

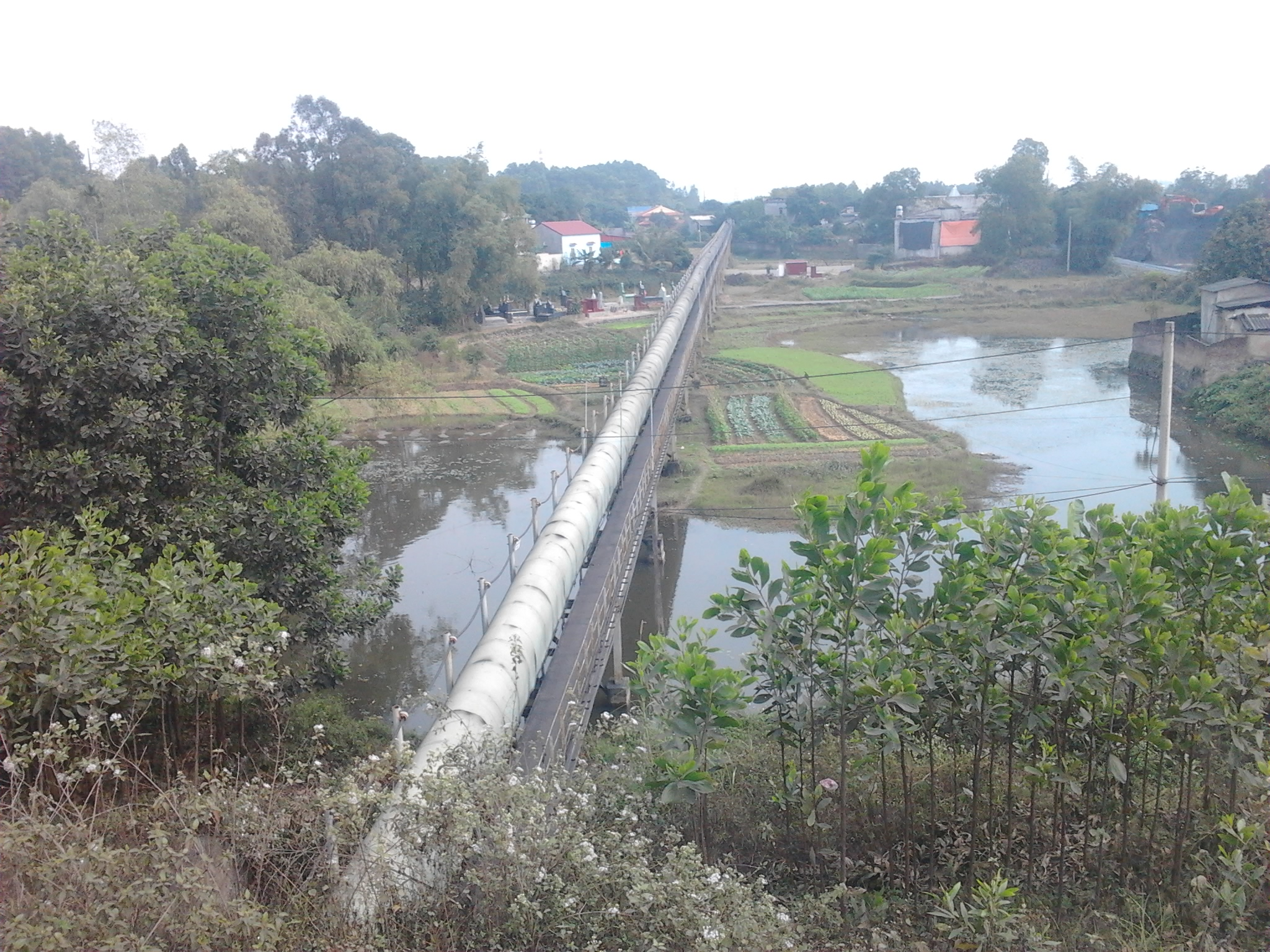
Băng truyền tải than đến nhà máy nhiệt điện Cao Ngạn

Trên địa bàn xã Phúc Hà có mỏ than Khánh Hòa, nhiều người dân trong xã làm việc tại mỏ than này, tuy nhiên hoạt động khai thác cùng các bãi đất thải cao như những ngọn núi của mỏ cũng gây ra một số hậu quả như ô nhiễm môi trường ảnh hưởng đến sức khỏe và sinh hoạt, nhiều đồng ruộng trên địa bàn cũng đã trở thành các bãi đổ thải. Xã Phúc Hà có một phần băng tải than từ mỏ Khánh Hòa đến nhà máy nhiệt điện Cao Ngạn với tổng chiều dài 2,75 km đi qua.